# Raión de Serafimóvich
El raión de Serafimóvich (ruso: Серафимо́вичский райо́н) es un distrito administrativo y municipal (raión) ruso perteneciente a la óblast de Volgogrado. Se ubica en el oeste de la óblast. Su capital es Serafimóvich.
En 2021, el raión tenía una población de 22 481 habitantes.
El raión es limítrofe al oeste con la óblast de Rostov. El río Don atraviesa el centro del raión de norte a sur, y marca gran parte de los límites noroccidental y suroriental del territorio distrital.

## Subdivisiones
Comprende la ciudad de Serafimóvich (la capital, que forma un ayuntamiento urbano sin pedanías) y 72 localidades rurales, estas últimas agrupadas en los siguientes catorce asentamientos rurales:
- Bobrovski 2-i
- Bolshói
- Buyerak-Popovski
- Gorbátovski
- Zimniatski
- Kletsko-Pochtovski
- Krútovski
- Otrozhki
- Peschani
- Pronin
- Srednetsarítsynski
- Terkin
- Triasínovski
- Ust-Jopiórskaya